# Working men’s club

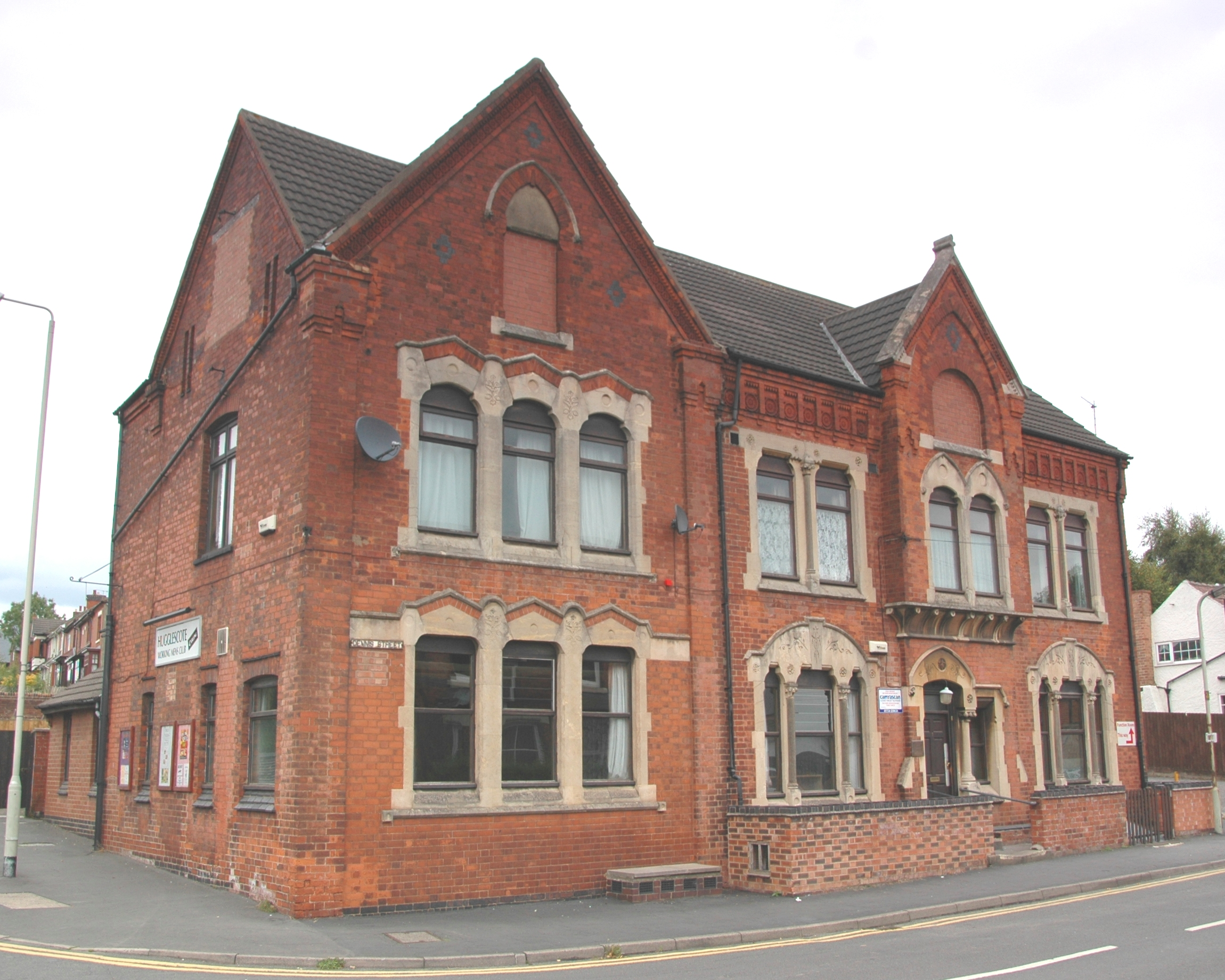
Hugglescote Working Men’s Club, North West Leicestershire

Ein Working men’s club ist eine Vereinigung von Mitgliedern der Arbeiterklasse vornehmlich in Großbritannien, vereinzelt auch in Australien und Irland. Sie dienen ihren Mitgliedern, deren Angehörigen und Gästen der Freizeitgestaltung und Bildung. Die Working men’s clubs entstanden vornehmlich im 19. Jahrhundert und bestehen in stark verminderter Zahl bis heute.

## Geschichte

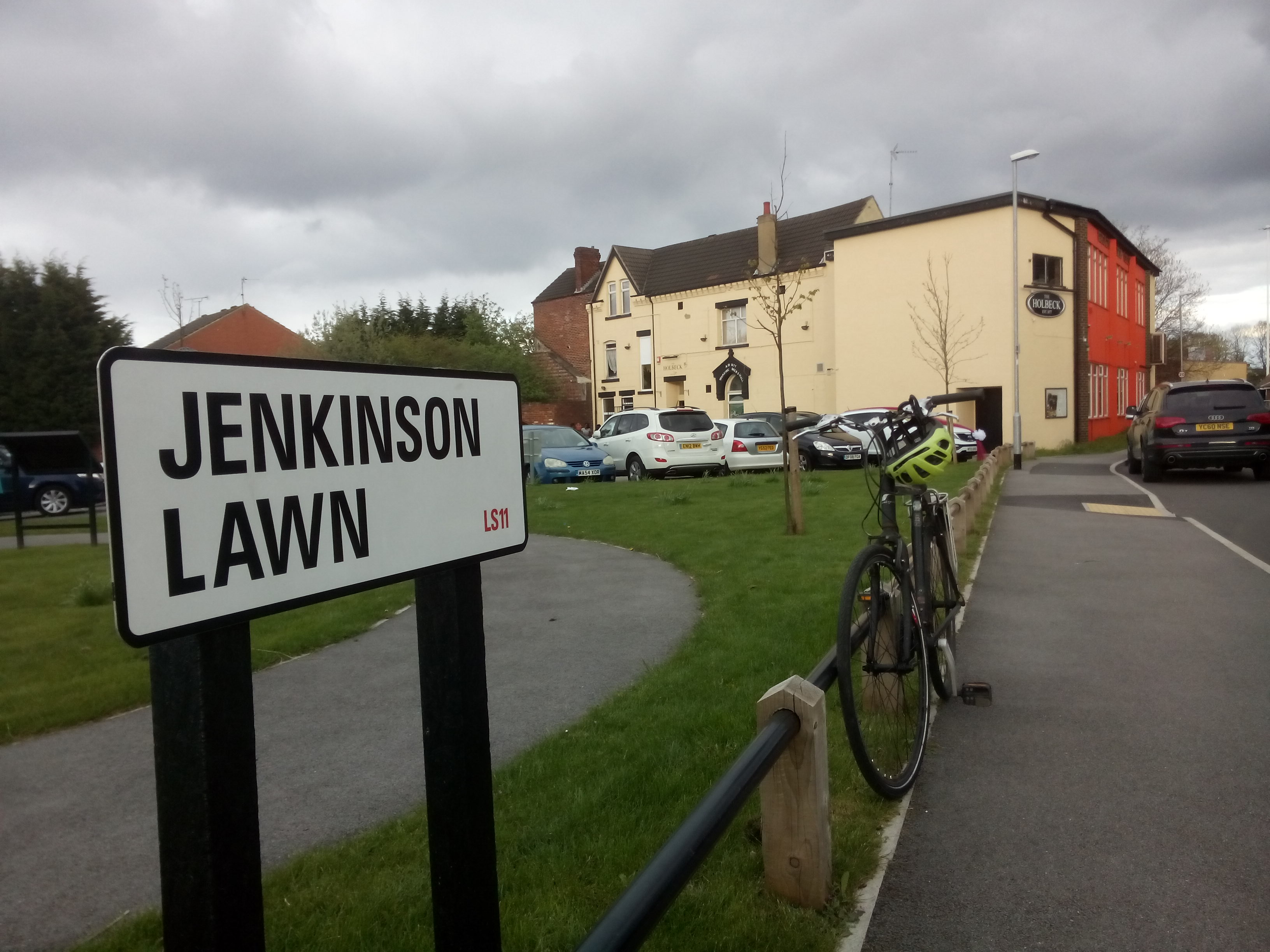
Holbeck Working Men’s Club, der vermutlich älteste noch geöffnete working men's club in Großbritannien, 2018.

In der ersten Hälfte des 19. Jahrhunderts hatten sich, ausgehend von London, zahlreiche Gentlemen’s Clubs formiert. Diese blieben Mitgliedern der Ober- und oberen Mittelschicht vorbehalten. In den 1850er Jahren formulierten mehrere Vertreter dieser Clubbewegung die Idee, Einrichtungen für die Arbeiterklasse nach dem Vorbild der Gentlemen’s Clubs zu schaffen. Ziele waren vor allem die Begrenzung des Alkoholkonsums und des Glücksspiels, die moralische Fortentwicklung und geistige Bildung der Clubbesucher. In dieser Hinsicht waren sie mit den Arbeiterbildungsvereinen im deutschsprachigen Raum vergleichbar.
Seit etwa 1840 gab es mehrere, meist von Geistlichkeit, vermögendem Bürgertum und Adel organisierte Versuche, Clubs für die Arbeiterklasse zu etablieren, häufig als Lyceen oder „Working men’s institutions“ bezeichnet. Parallel dazu entwickelten sich Lese- und Diskussionskreise, Sportangebote, Kunsthallen und weitere Einrichtungen mit ähnlicher Zielsetzung. Diese frühen Clubs blieben aber meist Versammlungsstätten, die nur zu bestimmten Veranstaltungen und Vorträgen genutzt wurden und keine festen Öffnungszeiten boten. Die meisten frühen Gründungen hatten nur eine kurze Lebensdauer. Zunehmend setzte sich die Erkenntnis durch, dass reine Bildungsangebote für die Arbeiter zu wenig attraktiv seien. Ende der 1850er Jahre begannen Neugründungen ein größeres Augenmerk auf Unterhaltungsangebote zu richten.
Ein entschiedener Fürsprecher dieser Idee war der unitarische Prediger Henry Solly. Von etwa 1850 an begann er Geld für eine Dachorganisation der bereits etablierten Arbeiterclubs zu sammeln. Als wichtigen Unterstützer gewann er Henry Brougham, 1. Baron Brougham and Vaux, 1830 bis 1834 britischer Lordkanzler. Brougham führte den Vorsitz der Gründungsversammlung der Club and Institutes Union (CIU) am 14. Juni 1862 in London und wurde zu deren ersten Vorsitzenden gewählt. Solly übernahm wenige Wochen später die Funktion als Sekretär der Organisation, die er bis 1867 innehatte. In den ersten Jahren befasste sich die CIU weniger mit der Neugründung von Clubs, sondern vor allem mit der Propagierung der Idee innerhalb der Oberschicht.
Es folgte eine Reihe von Clubgründungen, oft paternalistisch von Gentry und Geistlichkeit vorangetrieben, in Einzelfällen auch auf Initiative von Arbeitern oder Handwerkern. Von Anfang an war die Clubbewegung von der Debatte über diesen Paternalismus und das Maß der Selbstverwaltung durch Arbeiter begleitet. Der Untergang einiger früher Clubs wurde unmittelbar dadurch verursacht, dass die Arbeiter sich von den gesellschaftlich höher stehenden Gründern nicht bevormunden lassen wollten.
Die CIU hatte ein Jahr nach ihrer Gründung 22 Mitgliedsclubs mit zusammen rund 4700 Mitgliedern. 1867 stellte die CIU nach längeren Diskussionen den einzelnen Clubs frei, Alkohol auszuschenken oder dies in ihren Räumen zu verbieten. Die meisten Clubs entschieden sich für den Alkoholausschank, was den Anstieg der Mitgliederzahlen beschleunigte. Die Einnahmen aus dem Ausschank verliehen den Clubs in den folgenden Jahren eine wachsende wirtschaftliche Bedeutung und machten sie unabhängiger gegenüber den Spenden der Fördermitglieder aus der Oberschicht. Zunehmend ging die Clubgründung von Arbeitern selbst aus. Parallel hatten viele Clubs begleitende Organisationen formiert, darunter Unterstützerkreise, Spar- und Kreditgemeinschaften und Kohleeinkaufsgemeinschaften. Zudem begann eine politische Ausdifferenzierung, insbesondere die Nähe der Clubs zur Gewerkschaftsbewegung betreffend. Clubs, die die Forderungen der Arbeiterbewegung unterstützten, wurden als „radikal“ bezeichnet. Zahlreiche Clubs dieser Ausrichtung hielten sich zunächst jedoch außerhalb der CIU. Ebenso gab es Vertreter der Clubbewegung, die sich ausdrücklich von der Arbeiterbewegung abgrenzten.
1872 verzeichnete die CIU 245 Mitgliedsclubs. Zudem stellten die Clubs durch ihren Ausschankbetrieb einen wichtiger werdenden Wirtschaftsfaktor dar. Parallel sanken in den 1870er Jahren die Arbeitszeiten in vielen Betrieben, wodurch die Mitglieder mehr Zeit in den Clubs verbrachten. 1869 wurde der erste Working men’s club in Australien erwähnt. In diese Zeit fallen auch die Gründungen von Arbeiterclubs nach britischem Vorbild in Frankreich. 1875 richtete die CIU die Praxis ein, Mitgliedern von Clubs landesweit den Zutritt zu anderen Clubs zu gewähren, auch wenn dieses Anrecht zunächst von vielen einzelnen Clubs eingeschränkt wurde. Im gleichen Jahr wurde die staatlich Registrierung der Clubs bewilligt, was diesen weitreichende rechtliche Befugnisse eröffnete. 1890 wurde der Zugang für Ehefrauen, Verlobte und Töchter von Mitgliedern von der CIU gestattet, nachdem einige Clubs dies bereits individuell so festgelegt hatten. 1881 rief die CIU das „Club Journal“ als Zeitschrift der Bewegung ins Leben, das bis heute Bestand hat.
1884 beschloss die Generalversammlung der CIU nach mehrjährigen Debatten die Einrichtung eines Rats als oberstes Gremium nach der Generalversammlung, der aus gewählten Delegierten von allen Clubs mit mindestens 50 Mitgliedern gebildet wurde und monatlich tagte. Dies stellte eine grundlegende Reform der Clubbewegung dar, weil dies Oberschichtangehörige als Machtfaktor praktisch ausschaltete und die CIU auf eine demokratische Basis stellte. Schon während der Debatte um die Demokratisierung der Working men’s clubs und verstärkt nach 1884 schlossen sich zunehmend radikale Clubs der CIU an.
Ab Mitte der 1880er Jahre kamen zunehmende Diskussionen um politische Aktivitäten auf. Während radikale Clubs dies forderten und an Kundgebungen der Arbeiterbewegung teilnahmen, lehnten andere Clubs dies ab. In diesem Rahmen gab es Abspaltungsversuche der radikalen Clubs, die jedoch keinen dauerhaften Bestand hatten. Ebenfalls in dieser Zeit wurde eine Verbindung mit der aufkommenden Genossenschaftsbewegung zum viel diskutierten Thema der Working men’s clubs. Zunächst blieb es jedoch bei einzelnen Initiativen in diese Richtung. Erst nach dem Ersten Weltkrieg wurde mit der CIU-Brauerei in Gateshead ein größeres genossenschaftliches Projekt umgesetzt. 1889 legte die CIU fest, dass nur noch Clubs Mitglieder des Verbands werden konnten. Damit waren fördernde Einzelmitglieder endgültig aus dem Verband verdrängt.
Die 1890er Jahre waren geprägt von einem verstärkten Ausgreifen der Clubbewegung in die Provinz und vom Eintritt bereits bestehender Zusammenschlüsse in die CIU. Auch die zuvor immer wieder umstrittene Vertretung der ländlichen Clubs in den Organen des Verbands wurde in dieser Zeit verbindlich geregelt. Die letzten Jahre des 19. Jahrhunderts brachten einen Rückgang politischer Aktivitäten in den Clubs mit sich. Diese Entwicklung setzte sich in den folgenden Jahrzehnten fort. Auch die Bildungsangebote wurden im Verlauf des 20. Jahrhunderts seltener, während die Freizeitgestaltung immer mehr Raum einnahm.
Als 1978 im Wakefield City Workingmen's Club Frauen das Snookerspielen verboten wurde, entwickelte sich eine landesweite Kampagne, die Frauen die gleichen Zutritts- und Mitgliedsrechte zu allen working men's clubs wie Männern verschaffen sollten. Entsprechende Resolutionen wies die Club and Institutes Union mehrfach zurück, während parallel immer mehr Clubs individuell Frauen weitergehende Rechte bis hin zur Vollmitgliedschaft einräumten. Im Jahr 2007 stimmte schließlich auch der Dachverband einer gleichwertigen Mitgliedschaft von Frauen zu.
Am Ende des 20. Jahrhunderts setzte eine Krise der working men’s clubs ein. Unter anderem wird dafür die Konkurrenz durch die aus Australien und Neuseeland stammenden men’s sheds (mit Fokus auf Gesundheitsvorsorge und ehrenamtlichen sozialen Projekten) und Hackerspaces verantwortlich gemacht. Beide überschneiden sich mit den Angeboten, die die Working men’s clubs insbesondere in der zweiten Hälfte des 20. Jahrhunderts machten, sind aber stärker spezialisiert und haben ein moderneres Image. Während in den 1970er Jahren noch rund 4.000 Clubs gezählt wurden, sank die Zahl bis zum Jahr 2013 auf rund 2.000. Der Dachverband CIU gibt heute (2019) die Zahl seiner Mitgliedsclubs mit mehr als 1.600 an.
Die CIU-Brauerei, die verschiedene Sorten von Ale und Lager unter der Marke „Federation“ herstellte, wurde im Jahr 2004 für 16,2 Millionen Pfund an Scottish & Newcastle verkauft. Bis heute erhalten CIU-Clubs einen Preisnachlass auf das dort gebraute Bier, der sich auch in vergünstigten Preisen im Ausschank niederschlägt.

## Organisation und Aufbau

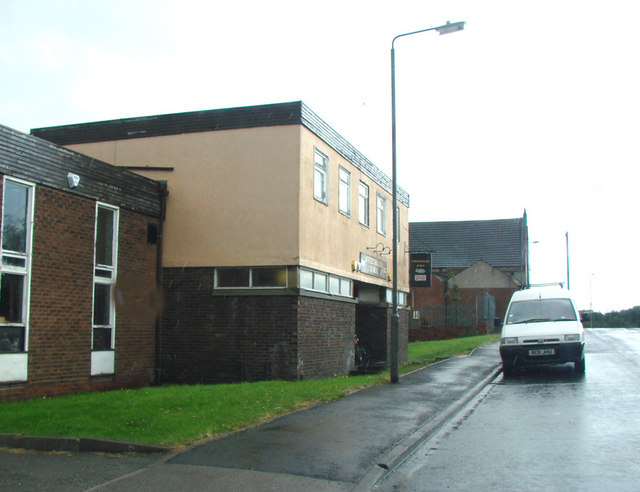
Streethouse working men's club, West Yorkshire

Schwerpunkte der Working men’s clubs waren und sind Nordengland, die Midlands, Schottland sowie Teile der South Wales Valleys. Einige Clubs bestanden in Australien und in Irland, insbesondere in Dublin und dessen Umgebung.
Träger der Clubs sind ehrenamtliche, nicht profitorientierte Organisationen. Ihre Mitglieder wählen ein Komitee, üblicherweise mit einjähriger Amtszeit, das die Geschäfte des Working men’s club führt. Darüber hinaus hat das Komitee auch disziplinarische Vollmachten gegenüber den Mitgliedern. Diese werden bei Fehlverhalten verwarnt und können im Wiederholungsfall vorübergehend von der Nutzung des Clubs ausgeschlossen werden. Frauen ist heute in praktisch allen Clubs der Zutritt gestattet, in vielen auch die Mitgliedschaft in der Trägerorganisation. Üblicherweise ist die Benutzung auch Familienangehörigen der Mitglieder gestattet. Sonstige Nichtmitglieder sind lediglich auf Einladung eines Mitglieds zugelassen.
Ein Working men’s club besteht zumindest aus einem Schankraum, der insbesondere in Nordengland als „vault“ bezeichnet wird. Dieser ist üblicherweise als Bar gestaltet und besitzt neben der Theke Tische für verschiedene Varianten des Billard, sowie Fernsehgeräte, die insbesondere für Sportübertragungen genutzt werden. Viele Clubs bieten auch Speisen an.
In vielen Fällen ist zusätzlich ein größerer Raum vorhanden, der mit einer Bühne, Tischen und Stühlen, Hockern und Polstermöbeln ausgestattet ist. Dort finden Abend- und Wochenendveranstaltungen wie Konzerte, Kleinkunst und Spiele wie Bingo und Raffle (ein tombolaähnliches Würfelspiel) statt.
Fast alle heutigen Clubs sind in der CIU organisiert. Eine Mitgliedschaft ermöglicht den Mitgliedern aller CIU-Clubs den Zugang zu sämtlichen anderen Clubs im Verband. Neben Lobbyarbeit übernimmt die CIU auch Funktionen einer Einkaufsgemeinschaft für die Mitgliedsclubs.